# ヒガシキバラヒタキ
ヒガシキバラヒタキ（学名：Eopsaltria australis）はスズメ目オーストラリアヒタキ科に分類される鳥類の一種。

## 形態
体長15～16cm。頭部、背面、尾羽にかけては灰色で、胸部から腹部、下尾筒にかけては黄色。また、腰は緑みのあるオリーブ色であるが、ニューサウスウェールズ州北部以北に分布する亜種E. a. chrysorrhoaの腰の色は黄色。

## 分布
オーストラリアのクイーンズランド州東部ケアンズ付近からニューサウスウェールズ州東部、ビクトリア州、南オーストラリア州の南東部にかけてに分布する固有種。生息域内では雨林やユーカリ、バンクシアの疎林、ヒースなどに生息する。

## 生態
餌は主に昆虫。

## 分類
2亜種が確認されている。
- E. a. australis：ニューサウスウェールズ州北部より南から、南オーストラリア州の南東部にかけて生息する基亜種。
- E. a. chrysorrhoa：ニューサウスウェールズ州北部以北に生息する亜種。